# Assassin's Creed: Pirates
Assassin's Creed: Pirates es un juego derivado para teléfonos inteligentes y tabletas desarrollado por Ubisoft Paris. El juego sigue al pirata Alonzo Batilla, quien tiene la llave para encontrar el tesoro del pirata francés La Buse. El juego se centra en el combate naval y se desarrolla a principios del siglo XVIII, de manera similar a Assassin's Creed IV: Black Flag. El juego ya no está disponible para descargar en la App Store y Google Play.

## Desarrollo
El juego fue anunciado el 10 de septiembre de 2013 con Assassin's Creed III: Liberation HD. Se lanzó un tráiler de debut que muestra la historia y el combate naval. El juego se lanzó el 5 de diciembre de 2013. El 9 de enero de 2014, se lanzó la primera actualización, incluida la nueva ubicación Nassau.
El 7 de marzo de 2014, se lanzó la segunda actualización, que incluía una nueva ubicación, un nuevo tipo de misión: Misiones de supervivencia, pescar y cazar ballenas y dos nuevos barcos.
El 16 de mayo de 2014, se lanzó la tercera actualización, incluida la nueva ubicación La Boca del Diablo, desafíos diarios. Una versión de demostración web del juego lanzado el 19 de mayo de 2014, el juego fue construido con el marco de código abierto Babylon.js. El 11 de julio de 2014, se lanzó la cuarta actualización, incluida la nueva ubicación Isla de la Juventud.
El 4 de septiembre de 2014, se lanzó una actualización llamada "Cold Blood", que incorpora áreas árticas inspiradas en Assassin's Creed: Rogue. Y el juego se estaba volviendo libre para jugar.
El 22 de diciembre de 2014, se lanzó otra actualización llamada "The Lost Temples". Esta actualización les dio a los jugadores la oportunidad de abandonar sus naves y explorar templos mayas ocultos en tierra.
El 11 de junio de 2015, se lanzó una actualización final llamada "Quest for Eden" junto con un avance, concluyendo la historia de Alonzo y la búsqueda del tesoro de La Buse.

## Apariciones

### Personajes
Alonzo Batilla (primera aparición)
Samuel Bellamy (primera aparición)
Benjamin Hornigold
Charles Vane
Edward Thatch

### Eventos
- Edad de oro de la piratería

### Localizaciones
- Caribe

### Organizaciones y títulos
- Asesinos
- Templarios
- Marina Real

### Especies sabias
- Humano

### Vehículos y embarcaciones
- Embarcación

### Armas y tecnología
- Ánimo
- Arma de fuego

### Miscelánea
- Piratería